# Remerschen
Remerschen (luxembourgeois : Rëmerschen) est une section et le chef-lieu de la commune luxembourgeoise de Schengen située dans le canton de Remich.

## Histoire
Remerschen était une commune et son chef-lieu jusqu’en 2006, moment où le nom de la commune et son chef-lieu furent changés en Schengen en raison de la renommée du nom Schengen à la suite des accords européens conclus.
Remerschen redevient chef-lieu en 2012 lors de la fusion de communes.